# Négar Djavadi
Négar Djavadi (persan : نگار جوادی), née en Iran en 1969 est une scénariste, réalisatrice et romancière iranienne et française. Elle vit et travaille à Paris.

## Biographie
Elle suit sa scolarité au lycée français de Téhéran. Sa famille fait partie des opposants au régime du Shah puis de l'ayatollah Khomeini.  À l'âge de 11 ans, elle fuit l'Iran et la révolution islamique avec sa mère et ses deux sœurs en traversant les montagnes du Kurdistan à cheval. Elles s'installent à Paris.
Négar Djavadi suit des études de cinéma à l'INSAS de Bruxelles dont elle est diplômée en 1994. Elle se consacre au cinéma, qu'elle enseigne de 1996 à 2000 à l'Université Paris 8. Elle est scénariste, monteuse et réalisatrice.
En 2016, elle publie son premier roman Désorientale.

## Cinéma
Elle réalise quatre courts-métrages, sélectionnés dans de nombreux festivals. 
En 2005, elle est lauréate du trophée du meilleur premier scénario pour Après la pluie, les amoureux.
Elle est co-scénariste avec Charlotte Paillieux de Tiger Lily, 4 femmes dans la vie, série télévisée distinguée au Festival de la fiction TV de La Rochelle 2012. 

## Littérature
Désorientale est son premier roman. Ce roman raconte la saga d'une famille iranienne sur trois générations avec l'exil et l'installation en France de cette famille, entrecoupée des réflexions de la narratrice sur son parcours de PMA et de coming in lesbien,. De nombreuses notes issues de Wikipédia servent de points de repères historiques au lecteur. Publié fin août 2016, Désorientale rencontre rapidement le succès. En effet, le roman a été vendu à 45 000 exemplaires en 2016. Le 10 octobre, il est couronné par l’Autre Prix, organisé par la librairie l’Autre Monde. Négar Djavadi reçoit également pour ce roman Le Prix du Style 2016, et est sélectionné pour le premier Prix Patrimoines 2016. En 2017, il est lauréat du Prix Emmanuel-Roblès, du Prix Première, et du Prix littéraire de la Porte Dorée.
L'édition en traduction anglaise de Désorientale, Disoriental, est sélectionnée pour le National Book Award 2018 dans la catégorie « Traduction ».

## Œuvres

### Cinéma
- L'Espace désolé, court-métrage réalisé par Négar Djavadi, TS Productions, 1995, 16 min
- Entre les vagues, court-métrage réalisé par Négar Djavadi, TS Productions, 1997, 23 min
- Comédie classique, court-métrage réalisé par Négar Djavadi, Paraiso Production Diffusion, 2001, 20 min
- Jeanne, à petits pas..., court-métrage réalisé par Négar Djavadi, Les Films de l'Espoir, 2005, 15 min
- 13 m2, long-métrage de Barthélémy Grossmann, scénario de Négar Djavadi, Nessva Films et  Aldabra Films, 2007, 1 h 24 min

### Télévision
- Né sous silence, téléfilm réalisé par Thierry Binisti sur un scénario de Négar Djavadi et Johanne Rigoulot, diffusé en 2018

### Littérature
- Désorientale (en)Prix de L'Autre Monde 2016 - Prix du Style 2016 - Prix Emmanuel-Roblès 2017 - Prix Première 2017 - Prix littéraire de la Porte Dorée 2017 - Prix du Roman News 2017
- Arène 2020
- La dernière place 2023